# Musė
Musė je řeka ve východní části Litvy, ve Vilniuském kraji, v okresech Vilnius a Širvintos. Vytéká z jezera Širvys (u městysu Glitiškės) pod názvem Volga a teče směrem jihozápadním do jezera Musia, kterým protéká, za tímto jezerem již pod názvem Musė. Dále meandruje širokými oblouky v celkovém směru západojihozápadním až ke vsi Pociūnai, za kterými drobnými hustými meandry pokračuje směrem celkově západním až do soutoku s řekou Neris, do které se vlévá jako její pravý přítok ve městě Čiobiškis 74,9 km od jejího ústí do Němenu. Šířka koryta 6 - 10 m, hloubka 0,5 - 2,2 m. Průměrný spád je 1,23 m/km. (Spád se začíná zvětšovat od středního toku, což mimo jiné ovlivnilo lokalizaci vodních mlýnů: u Bajoriškiů (23 km od ústí), u Musninků (21 km), u Čiobiškisu ). Rychlost toku je 0,2–0,4 m/s. Průtok ve středním toku u obce Jauniūnai: průměrný: 1,48 m³/s, maximální 42,2 m³/s. Průměrný průtok v ústí je 2,46 m³/s. Výkyvy úrovně hladiny během roku: průměrná amplituda 1,09 m, maximální roční amplituda: 1,70 m. U městysu Bartkuškis protéká rybníkem Bartkuškio tvenkinys.

## Přítoky
- Do/z jezera Širvys (odtok pod názvem Volga):

| Hydrologické pořadí | Řeka     | Délka (km) | Povodí (km²) | Ústí kde | Koordináty ústí |
| ------------------- | -------- | ---------- | ------------ | -------- | --------------- |
| 12010814            | Marga    | 3,8        | 7,5          |          |                 |
| 12010815            | Š – 1    | 4,9        | 9,1          |          |                 |
| 12010811*           | Baronėlė | 6,1        | 11,3         |          |                 |
| 12010810/ 12010813  | Volga    | 1,4        | 33,5         |          |                 |

- Do/z jezera Musia (odtok pod názvem Volga):

| Hydrologické pořadí | Řeka   | Délka (km) | Povodí (km²) | Ústí kde | Koordináty ústí |
| ------------------- | ------ | ---------- | ------------ | -------- | --------------- |
| 12010810/ 12010813  | Volga  | 1,4        | 33,5         |          |                 |
| 12010811*           | Daulia | 7,1        | 33,2         |          |                 |
| 12010810            | Musė   | 61,5       | 350,6        | (Neris)  |                 |

- Levé:

| Hydrologické pořadí | Řeka   | Délka (km) | Povodí (km²) | Vzdálenost od ústí (km) | Ústí kde | Koordináty ústí |
| ------------------- | ------ | ---------- | ------------ | ----------------------- | -------- | --------------- |
| 12010817            | Savenė | 4,7        | 23,5         | 59,0                    |          |                 |
|                     | Uolia  |            |              |                         |          |                 |
| 12010818            | Ringė  | 9,0        | 15,1         | 50,8                    |          |                 |
| 12010821            | Tola   | 6,3        | 24,5         | 46,4                    |          |                 |
| 12010824            | Juoda  | 5,0        | 16,6         | 41,4                    |          |                 |
| 12082810            | Spėra  | 0,9        | 22,9         | 28,9                    |          |                 |

- Pravé:

| Hydrologické pořadí | Řeka                     | Délka (km) | Povodí (km²) | Vzdálenost od ústí (km) | Ústí kde | Koordináty ústí |
| ------------------- | ------------------------ | ---------- | ------------ | ----------------------- | -------- | --------------- |
| 12010819            | M – 12                   | 3,0        | 3,7          | 48,1                    |          |                 |
| 12010823            | M – 10                   | 5,7        | 8,2          | 43,6                    |          |                 |
| 12010826            | M – 8                    | 3,2        | 1,7          | 28,4                    |          |                 |
| 12010827            | Žebokšta neboli Žebokšna | 4,7        | 23,5         | 30,4                    |          |                 |
| 12010833            | M – 6                    | 5,7        | 9,1          | 28,4                    |          |                 |
| 12010834            | M – 4                    | 3,5        | 4,8          | 23,4                    |          |                 |
| 12010835            | M – 2                    | 3,0        | 4,8          | 15,3                    |          |                 |
| 12010836            | Nuoteka                  | 4,2        | 4,8          | 6,8                     |          |                 |
| 12010837            | Kaimena                  | 6,3        | 12,0         | 5,0                     |          |                 |

## Vodácká trasa
Je to z vodáckého hlediska jeden z nejzajímavějších a nejpopulárnějších přítoků Nerisu. Je známá silným proudem, vývraty, peřejemi, zbytky starých mlýnů, ke sjezdu nejvhodnější na jaře.

## Jazykové souvislosti
Obecné slovo musė v litevštině znamená moucha. Původ názvu řeky je však pravděpodobně jiný.